# Lesitjovo
Lesitjovo (bulgariska: Лесичово) är en ort i Bulgarien.   Den ligger i kommunen Obsjtina Lesitjovo och regionen Pazardzjik, i den centrala delen av landet, 80 km sydost om huvudstaden Sofia. Lesitjovo ligger 281 meter över havet och antalet invånare är 1 206.
Terrängen runt Lesitjovo är kuperad åt nordväst, men åt sydost är den platt. Lesitjovo ligger nere i en dal. Närmaste större samhälle är Septemvrijtsi, 14,9 km söder om Lesitjovo.
Trakten runt Lesitjovo består i huvudsak av gräsmarker. Runt Lesitjovo är det ganska glesbefolkat, med 32 invånare per kvadratkilometer.